# NGC 4754
NGC 4754 é uma galáxia lenticular (SB0) localizada na direcção da constelação de Virgo. Possui uma declinação de +11° 18' 50" e uma ascensão recta de 12 horas, 52 minutos e 17,6 segundos.
A galáxia NGC 4754 foi descoberta em 15 de Março de 1784 por William Herschel.